# Cosimo al III-lea de' Medici, Mare Duce de Toscana
Cosimo al III-lea de' Medici (n. 14 august 1642, Florența, Marele Ducat de Toscana – d. 31 octombrie 1723, Florența, Marele Ducat de Toscana) a fost penultimul Mare Duce de Toscana. A domnit din 1670 până în 1723 și a fost fiul cel mare al lui Ferdinando al II-lea de' Medici, Mare Duce de Toscana. Domnia de 53 de ani a lui Cosimo a fost cea mai lungă din istoria Toscanei și a fost marcată de o serie de legi ultra-reacționare care au reglementat prostituția și a interzis sărbătorile din luna mai.
A fost succedat de cel de-al doilea fiu al său, Gian Gastone, după moartea sa în 1723.